# Ґолда (фільм)
Ґолда (англ. Golda) — біографічна драма 2023 року режисера Ґая Наттіва за сценарієм Ніколаса Мартіна. Фільм розповідає про життя Ґолди Меїр, 4-го прем'єр-міністра Ізраїлю, зокрема під час Війни Судного дня. У головних ролях Гелен Міррен, Камілль Коттен та Лієв Шрайбер.
Знімання фільму розпочали у квітні 2021 році в Лондоні. Світова прем'єра відбулася на Берлінському міжнародному кінофестивалі 20 лютого 2023 року. Фільм вийшов у Сполучених Штатах завдяки дистриб'юторам Bleecker Street і Shivhans Pictures 25 серпня 2023 року, а випуск у Великій Британії та Ірландії був запланований від дистриб'юторів Vertical Entertainment і MetFilm Distribution 6 жовтня 2023 року.

## Сюжет
У жовтні 1973 року Моссад отримує розвідувальні дані про те, що Єгипет і Сирія готуються розпочати війну проти Ізраїлю, про що негайно було проінформовано ізраїльського прем'єр-міністра Ґолду Меїр. Ґолда зневажливо поставилася до даних розвідки, продемонструвавши свою нездатність ініціювати контрплан без підтримки свого міністра оборони Моше Даяна, який також не придав значення отриманій інформації.
6 жовтня, у день Йом Кіпур, оточення Ґолди повідомляє їй, що Єгипет зібрав великі сили на кордоні, навпроти Суецького каналу. З даних розвідки, зокрема згідно з агентурною інформацією від високопоставленого агента в Єгипті Ашрафа Марвана слідувало, що бойові дії почнуться цього ж дня, ще до заходу сонця. Усвідомлюючи своє запізнення з підготовкою на ранній стадії, Ґолда відмовляється зробити повноцінні попереджувальні кроки, натомість наказує стартувати часткову мобілізацію, щоби хоч якось протистояти загрозі; проте напад все одно застає всіх зненацька. Міністр Моше Даян, якого відправляють оглянути Голанські висоти, з жахом виявляє, що Сирія розпочала серйозну атаку на погано підготовлені й вчасно не відмобілізовані ізраїльські війська. Ошелешений втратами, він намагається піти у відставку, але Ґолда відмовляє його від цього, однак вона втрачає до нього довіру.
7-8 жовтня, в другий і третій день вторгнення, коли і Єгипет, і Сирія досягають успіхів й ситуація стає все більш загрозливою, начальник штабу ЦАХАЛ генерал-лейтенант Давід Ельазар пропонує спробувати звільнити оточені єгипетською армією ізраїльські укріплення на Синайському півострові за допомогою 162-ї дивізії під керівництвом генерал-майора Авраама Адана. Усупереч думці керівника Моссаду Цві Заміра, план починають виконувати, але ізраїльські сили опиняються в засідці від єгиптян і гинуть. Вище керівництво Ізраїлю слухає радіообмін під час бою і їх приголомшує смерть солдатів, яких вони фактично послали на смерть.
Наступного дня, коли сирійський наступ трохи сповільнився, Моше Даян пропонує завдати авіаудар по Дамаску, щоби уряд Сирії вчинив тиск на Єгипет та відтягнув частину сил. Однак через нестачу літаків Повітряні сили Ізраїлю не можуть це повноцінно зробити; тому Ґолда просить держсекретаря США Генрі Кіссінджера допомогти, надавши літаки, мотивуючи це необхідністю «не дати перемогти радянській зброї», на що той неохоче погоджується.
На п'ятий день, серед все напруги, що зростає, та закликів до перемир'я від міжнародної спільноти, генерал-майор Арієль Шарон пропонує зухвалу операцію з форсування Суецького каналу за допомогою 143-ї дивізії, щоби зайти в тил і перерізати постачання Другій і Третій арміям Єгипту. Цві повідомляє Ґолді, що за агентурною інформацією єгипетські 4-та та 21-ша дивізії скоро перетнуть канал за два дні, залишивши Каїр незахищеним, що різко збільшить шанси на успіх запропонованого плану форсування каналу. Невдовзі єгиптяни перетинають канал і зустрічають опір ізраїльських танкових сил під проводом генерал-лейтенанта Хаїма Бар-Лева та зазнають першої поразки.
Після поліпшення ситуації на єгипетському фронті, 15 жовтня, на десятий день війни, Моше Даян пропонує Ґолді подумати над припиненням вогню, оскільки ситуація стабілізувалась, але та не погоджується, вказуючи, що якщо нападників не розгромити, то вони будуть нападати знову і знову.
ЦАХАЛ починає реалізацію плану з форсування каналу. Війська Шарона перетинають канал у незахищеній точці під назвою «Китайська ферма», там вони потрапляють у засідку єгипетських підрозділів, але всупереч труднощам зберігають свої позиції. Тим часом начальник штабу Ельазар готується перерізати постачання для Третьої армії, яка перебуває в пустелі що через брак води змусить Єгипет швидко просити про переговори.
Держсекретар США Генрі Кіссінджер здійснює приватний візит до Ґолди. Вона пригощає гостя борщем, за вечерею розповідаючи, що росіяни (яких вона вважає організаторами війни) принесли в цей світ лише страждання, і навіть на сторінках класиків російської літератури — Толстого та Достоєвського на кожній сторінці описано страждання. Кіссінджер закликає її погодитися на припинення вогню, мотивуючи це підвищенням цін на нафту та загрозою припиненням підтримки. Ґолда у відповідь розповідає, що Ізраіль сильно постраждав від нападу і, якщо буде потрібно, воюватиме самостійно, але не може дати Єгиптові шансу перегрупуватися та продовжити напад. Кіссінджер розповідає, що армія СРСР на межі вступу в конфлікт.
Ґолда має невеликий запас часу, щоби продовжити свій план виходу на переговори на максимально вигідній позиції. Організовано пропагандистський візит прем'єра на плацдарм на африканську територію Єгипту, разом з остаточним оточенням Третьої єгипетської армії — це значно поліпшує ситуацію, що дає можливість Ґолді диктувати умови для початку переговорів. Вона заявляє, що умовами для вступу в перемовини будуть обмін полоненими та згода Єгипту на визнання Держави Ізраїль. Кіссінджер знову попереджає за вступ СРСР у війну, але Ґолда, яка з дитинства ненавидить росіян через пережиті єврейські погроми, наполягає на своєму. Це зрештою змушує президента Єгипту Анвара Садата погодитись на дипломатичні переговори на запропонованих умовах, фактично завершивши військовий конфлікт.
Пізніше голова Моссаду Цві повідомляє Ґолді, що начальник військової розвідки ЦАХАЛ Елі Зейра відключив систему прослуховування переговорів єгипетської сторони, що дозволило атакувати Ізраїль. Хоча вона вражена, Ґолда вирішує розділити з ним провину. Попри переможний результат війни, трагічність конфлікту завдає тяжкого удару літній Ґолді, яка хвора на рак.
Через рік, у 1974 році, Ґолда дає свідчення щодо своєї поведінки під час війни перед слідчою комісією судді Аграната, яка розслідує рішення військових і цивільних посадових осіб. У кінці вона неофіційно заявляє, що, всупереч своїй початковій невпевненості, інтуїтивно відчувала, що війна от-от почнеться. Чотири роки потому, 8 жовтня 1978 року, прикута до ліжка Ґолда помирає, переглядаючи кадри своєї історичної зустрічі з президентом Єгипту Анваром Садатом, що відбулася роком раніше.
У монолозі в кінці фільму повідомлено, що комісія Аграната звільнила Ґолду від усіх звинувачень і що вона дожила до підписання Кемп-Девідських угод — першого офіційного мирного договору між Ізраїлем та його арабськими сусідами.

## У ролях
- Гелен Міррен — Ґолда Меїр
- Камілль Коттен — особистий секретар Голди
- Лієв Шрайбер — Генрі Кіссінджер
- Ліор Ашкеназі — Давід Ельазар
- Ед Стоппард — Біньямін Пелед, командувач Повітряних сил Ізраїлю
- Еллі Пірсі
- Ремі Хойберґер — Моше Даян
- Ден Каплан

## Виробництво
У квітні 2021 року було оголошено, що Гелен Міррен зіграє головну роль, а за режисера стане Ґай Наттів, буде використано сценарій Ніколаса Мартіна. У листопаді 2021 року до акторського складу приєдналися Камілла Коттін, Рамі Хойберґер, Ліор Ашкеназі, Еллі Пірсі, Ед Стоппард, Ротем Кейнан, Двір Бенедек, Домінік Мафхем, Бен Каплан, Кіт Ракусен і Емма Девіс. У січні 2022 року Лів Шрайбер оголосив про свою участь.

### Знімання
Основні зйомки розпочалися 8 листопада 2021 року в Лондоні, Велика Британія.